# Gianni Celano Giannici
Gianni Celano, noto anche con lo pseudonimo di Giannici (Castel San Giovanni, 5 marzo 1941 – Savona, 17 gennaio 2020), è stato un pittore e ceramista italiano.

## Biografia
Nato a Castel San Giovanni, in provincia di Piacenza nel 1941, iniziò la sua attività di pittore e ceramista nella seconda metà degli anni '60 nelle fornaci di Albisola Superiore e Albissola Marina, in provincia di Savona, dove, giovanissimo e in occasione di una delle sue prime esposizioni, conobbe Lucio Fontana che acquistò due delle sue prime opere.
Nei primi anni '70 si trasferisce a Parigi, dove collabora con vari artisti tra cui Mimmo Rotella, e viene invitato a partecipare alla Biennale di Parigi del 1971/72. Nel 1973 viene invitato alla Triennale di Milano e successivamente alla Biennale di Venezia e all'Art Basel di Basilea, dove espone dal 1971 al 1974. Sempre nel 1973 viene invitato ad esporre al Palazzo della Permanente di Milano.
Nella sua carriera ha esposto le sue opere in numerosi musei a Cannes, Rouen, Valencia, Colonia e in altre città dell'Europa.
Giannici ha anche operato in campo musicale come paroliere, scrivendo i testi dei brani I figli dell'aria del 1972, interpretato da Adriano Pappalardo su musiche di Euro Cristiani e Apri le braccia del 1974, interpretato da Ivano Fossati e Oscar Prudente.